# Box Office Mojo

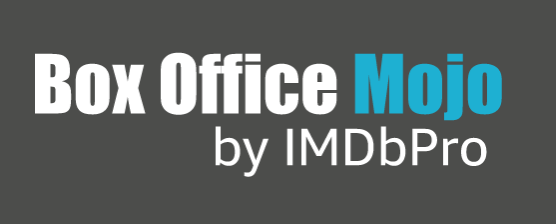

Box Office Mojo is een website die de opbrengsten van films weergeeft en bijhoudt. Brandon Gray begon met de website in 1999. De website staat wereldwijd op plaats 3104 in de Alexa-lijst (4 juni 2017).
Filmopbrengstgegevens worden vrijwel dagelijks aangeleverd door distributeurs en daarom vaak geüpdatet. In juli 2008 werd de website gekocht door Amazon.com via het onderdeel IMDb.